# Élections sénatoriales de 1989 dans l'Ariège
L'élection sénatoriale dans l'Ariège a eu lieu le dimanche 24 septembre 1989. 
Elle a eu pour but d'élire le sénateur représentant le département au Sénat pour un mandat de neuf années.

## Contexte départemental
Lors des élections sénatoriales du 28 septembre 1980 dans l'Ariège, un sénateur a été élu, Germain Authié (PS).
Depuis, tous les effectifs du collège électoral des grands électeurs ont été renouvelés, avec les élections législatives de 1988 dans l'Ariège, les élections régionales françaises de 1986, les élections cantonales de 1986 et 1989 et les élections municipales françaises de 1989.

## Rappel des résultats de 1980
|                | Germain Authié | PS             | 399 | 69,88  |  |  |
|                | Jean Laille    | PCF            | 88  | 15,41  |  |  |
|                | Jean Servat    | DVD            | 83  | 14,54  |  |  |
|                |                |                |     |        |  |  |
| Inscrits       | Inscrits       | Inscrits       | 584 | 100,00 |  |  |
| Abstentions    | Abstentions    | Abstentions    | 4   | 0,68   |  |  |
| Votants        | Votants        | Votants        | 580 | 99,32  |  |  |
| Blancs et nuls | Blancs et nuls | Blancs et nuls | 9   | 1,54   |  |  |
| Exprimés       | Exprimés       | Exprimés       | 571 | 97,77  |  |  |

## Sénateur sortant
| Sénateur | Sénateur       | Parti | Fonctions lors de l'élection en 1980 |
| -------- | -------------- | ----- | ------------------------------------ |
|          | Germain Authié | PS    | Conseiller général, maire de Sinsat  |

## Présentation des candidats
Le seul représentant de l'Ariège est élu pour une législature de 9 ans au suffrage universel indirect par les 609 grands électeurs du département. 
En Ariège, le sénateur est élu au scrutin majoritaire à deux tours. 
| Candidats | Candidats       | Parti | Principale fonction                                       |
| --------- | --------------- | ----- | --------------------------------------------------------- |
|           | Roger Déjean    | PCF   | Maire de Laroque-d'Olmes                                  |
|           | Germain Authié  | PS    | Sénateur sortant, conseiller général, maire de Sinsat     |
|           | Dominique Finck | UDF   | Conseiller municipal de Foix                              |
|           | Jacques Llorca  | RPR   | Conseiller régional, conseiller municipal de Saint-Girons |

## Résultats
|                | Germain Authié  | PS             | 435 | 75,78  |  |  |
|                | Roger Déjean    | PCF            | 69  | 12,02  |  |  |
|                | Jacques Llorca  | RPR            | 59  | 10,28  |  |  |
|                | Dominique Finck | UDF            | 11  | 1,92   |  |  |
|                |                 |                |     |        |  |  |
| Inscrits       | Inscrits        | Inscrits       | 597 | 100,00 |  |  |
| Abstentions    | Abstentions     | Abstentions    | 10  | 1,68   |  |  |
| Votants        | Votants         | Votants        | 587 | 98,32  |  |  |
| Blancs et nuls | Blancs et nuls  | Blancs et nuls | 13  | 2,18   |  |  |
| Exprimés       | Exprimés        | Exprimés       | 574 | 96,14  |  |  |